# Profanations
Pour plus de détails, voir Fiche technique et Distribution.
Profanations (The Gravedancers) est un film américain réalisé par Mike Mendez, sorti en 2006.

## Synopsis
Au cours d'une nuit de beuverie ayant suivi l'enterrement d'un vieil ami, Harris, Kira et Sid s'introduisent dans un cimetière. Sid lit une inscription figurant sur une pierre tombale qui les incite à danser sur les tombes. Quelques jours après, ils sont tous trois hantés par des fantômes : Harris et sa femme Allison par une meurtrière à la hache, Sid par un enfant pyromane et Kira par un violeur. Ils font appel à des spécialistes du paranormal, Vincent Cochet et son assistante Frances, pour les aider à se débarrasser de ces fantômes.

## Fiche technique
- Titre original : The Gravedancers
- Titre français : Profanations
- Réalisation : Mike Mendez
- Scénario : Brad Keene et Chris Skinner
- Photographie : David A. Armstrong
- Montage : Mike Mendez
- Musique : Joseph Bishara
- Société de production : Code Entertainment
- Pays d'origine :  États-Unis
- Langue originale : anglais
- Format : couleur - 1.85 : 1 - Dolby Digital
- Genre : horreur
- Durée : 95 minutes
- Dates de sortie : 
  -  Canada : 15 juillet 2006 (FanTasia)
  -  États-Unis : 27 mars 2007 (direct-to-video)

## Distribution
- Dominic Purcell (VF : Éric Aubrahn) : Harris
- Clare Kramer : Allison
- Josie Maran : Kira
- Marcus Thomas (VF : Ludovic Baugin)  : Sid
- Tchéky Karyo (VF : lui-même) : Vincent Cochet
- Megahn Perry (VF : Claire Guyot) : Frances Culpepper
- Martha Holland : Emma

## Accueil
Le film est sorti directement sur le marché vidéo.
Il recueille 100 % de critiques favorables, avec une note moyenne de 7,1/10 et sur la base de 7 critiques collectées, sur le site Rotten Tomatoes.